# Francesco Cornaro (zm. 1543)
 Francesco Cornaro  (ur. w latach 70. XV wieku, zm. 26 września 1543 w Viterbo) – włoski duchowny katolicki, kardynał. Był biskupem katedry we włoskiej miejscowości Brescia. Jego bratem był Marco Cornaro.
Został mianowany kardynałem w grudniu 1527 przez papieża Klemensa VIII. Był to jego czwarty konsystorz.